# Pedra de Vérendrye
La Pedra de Vérendrye és una pedra amb inscripcions en francès trobada presumptament en una expedició al territori oest dels Grans Llacs d'Amèrica del Nord en la dècada de 1730 per l'explorador franco-canadenc Pierre Gaultier de Varennes, senyor de La Vérendrye. La seva ubicació exacta és desconeguda i s'ha especulat que la inscripció podria ser en runes nòrdiques i relacionada amb la Pedra de Kensington. La Minnesota Historical Society ha ofert una recompensa per la redescoberta de la pedra. No es menciona en els registres oficials de les expedicions de La Vérendrye, però el 1749 fou discutida amb la visita del científic suec Pehr Kalm, dels escrits del qual pràcticament s'extreu tota la informació sobre la pedra.

## Descoberta
Segons Kalm, l'expedició de Vérendrye va trobar la taula a la part superior d'una pedra vertical (referida per alguns com un cairn). El diari de Kalm va informar que era d'un peu francès de llarga o de 33 centímetres de llarg i d'amplada d'una mà (una primera traducció d'anglès dona d'entre quatre i cinc polzades). Es deia que tenia inscripcions en caràcters desconeguts. La ubicació on es va trobar és discutida. Holand va pensar que es va trobar en una expedició de 1738 a una àrea dels mandans als marges del Missouri en un lloc que podria haver estat prop de Minot (Dakota del Nord). El pare Antoine Champagne va suggerir que el relat de Kalm, que havia fet l'expedició viatjant a cavall, no podia haver estat en 1738, ja que els mandans no tenien cavalls aleshores. Atès que es va dir que la distància de Mont-real era de 900 milles franceses, Champagne va suggerir una ubicació no gaire lluny de Pierre (Dakota del Sud). Quan va preguntar, els nadius de la zona van afirmar que la taula i la pedra sempre hi havien estat allà.

## El destí de la pedra
La Vérendrye va dir Kalm que la taula havia estat enviada a Quebec, on els sacerdots jesuïtes van afirmar que la pedra era escrita en tàtar. Van informar aleshores que l'enviaren al secretari d'estat francès, el comte de Maurepas. No hi ha cap descripció de la pedra després d'aquest temps, però s'ha afirmat que va ser enviada amb altres artefactes a una església de Rouen (la Catedral de Rouen?), per després ser enterrada sota un munt de runes quan l'edifici va ser destruït durant la Segona Guerra Mundial. La Minnesota Historical Society ha ofert una recompensa de 1.000 dòlars per la redescoberta de la pedra.

## Orígens especulats
Algunes persones, en particular Hjalmar Holand, han especulat que la inscripció era de fet, runes nòrdiques i potser està relacionada amb la Pedra de Kensington, la inscripció que afirma que va ser abandonada en 1362 per una expedició a l'oest de Vinland. Holand va argumentar que els recursos que representaven l'escriptura tàtara (com l'antic alfabet hongarès i el seu ancestre l'alfabet orkhon) disponibles per als sacerdots jesuïtes del Quebec haurien mostrat exemples que contenen un gran percentatge de caràcters idèntics als caràcters nòrdics. Les escriptures són d'orígens separats, però probablement l'ús similar (gravat en pedra) tenia una estructura similar de molts caràcters.
Theodore C. Blegen va escriure que «algunes pedres amb marques rúniques tenen traces deixades per petites criatures prehistòriques» que podrien enganyar a qualsevol que no fos un runòleg professional.